# Аксіома об'єднання
Аксіомою об'єднання називають таке висловлення теорії множин:
{\displaystyle ~\forall a\exists d\forall c\ (c\in d\leftrightarrow \exists b\ (b\in a\ \land \ c\in b)\ )}
Аксіому об'єднання можна сформулювати таким чином: «З будь-якого сімейства {\displaystyle ~a} множин {\displaystyle ~b} можна утворити як мінімум одну таку множину {\displaystyle ~d}, кожен елемент {\displaystyle ~c} якої належить хоча б одній множині {\displaystyle ~b} даного сімейства {\displaystyle ~a}.»

## Інші формулювання аксіоми об'єднання
{\displaystyle ~\forall a\exists d\ (d=\{c:\ \exists b\ (b\in a\land c\in b)\})}
{\displaystyle ~\forall a\exists d\forall c\ (c\notin d\leftrightarrow \forall b\ (b\in a\to c\notin b))}